# عمر باشا المحمد
عمر باشا المحمد (المرعبي) (بالتركية الحديثة: Omar Al-Mohammad Pasha ، ويعرف أيضًا باسم عمر باشا (بالتركية الحديثة: Ömer Paşa هو ابن الأمير العاقل محمد باشا المحمد قائم مقام عكار وزعيمها الاوحد. تزوج والده من امراة واحده وهي السيدة فاطمة بنت عثمان كتخدا علي باشا الاسعد وليس كما يشاع انها فاطمة بنت عثمان الكاخي، وجده لأبيه هو محمد بك بن إبراهيم بك ابن عثمان باشا، اعدم والده مع عشرون رجلا من أبناء طرابلس الوطنيين وتم وضع رؤوسهم على بركة الملاحة في عام 1832م على يد إبراهيم محمد علي باشا الابن الأكبر لوالي مصر محمد علي باشا الذي تحالف مع مصطفى بربر اغا خلال غزو المصريين لبلاد الشام، ولد عمر باشا في برقايل عام 1855 وعاش فيها كما تنقل بين طرابلس وبيروت والساحل السوري حيث املاكه، في عام 1909 م صدرت الإرادة العثمانية من السلطان فحصل على رتبة الباشوية كما أنه عين عضوا في مجلس إدارة متصرفية ولاية طرابلس الشام
هو أحد أشهر باشوات عائلة المرعبي اشتهر بذكائه وقوة شخصيته كما أنه امتلك ثروة كبيرة، شهدت مرحلته ضعف السلطنة العثمانية حتى سميت بالرجل المريض ولكنه بقي حتى وفاته مؤيدًا للسلطان عبد الحميد كارها للوجود الأجنبي والتدخل في شوؤن المسلمين

## نشأته
عمر باشا المولود في أواسط القرن التاسع عشر في برقايل عكار. تلقى العلم على يد العلماء والشيوخ ثم انتقل إلى إسطنبول، وتخرج في المعهد السلطاني العثماني بالآستانة، وأتقن عدة لغات، خلال فترة حكم السلطان عبد الحميد حصل على رتبة باشا كما أنه عين عضوا في مجلس إدارة متصرفية ولاية طرابلس الشام عام 1909، تعاظم دور عمر باشا بعد وفاة والده محمد باشا المحمد في البقيع عام 1900 م، وأصبح الرأس الأكبر في قبائل العكاكرة والزعيم الاوحد الذي له سلطان الحل والربط بشوؤنهم وامورهم على حد وصف الأمير محمد علي توفيق ثاني أبناء الخديوي محمد توفيق، توفي عمر باشا عام 1911 ودفن في طرابلس التي كانت تتبع السلطنة العثمانية آنذاك

## عائلته
ينحدر عمر باشا المحمد من سلالة عثمان باشا الشديد، حاكم ولاية طرابلس الشام 1787م – 1790 م، جده لابيه هو محمد بك إبراهيم الذي اعدم في مدينة طرابلس في بركة الملاحة عام 1932 م، عندما تمسك بولائه للسلطنة العثمانية ورفض ان يبايع والي مصر محمد علي باشا فدفع ثمن هذا الموقف شنقا مع عدد من رجال المدينة، شكلت هذه الحادثة دافعا لسلاطين آل عثمان لدعم ابنه محمد باشا فتم تعينه قائم مقام سنجق عكار التابع لولاية طرابلس الشام، في مطلع شبابه تزوج محمد باشا المحمد من فاطمة بنت عثمان محمد الاسعد شقيق علي باشا الاسعد والي طرابلس الشام، فانجب منها ثلاث أبناء علي باشا المحمد وهو الابن البكر ثم عمر باشا المحمد ثم عبد الرزاق المحمد الذي توفي بحياة أبيه، كما رزق ببنتين هما حنيفة وخديجة، عاش عمر باشا طفولته متنقلا بين قريته برقايل وقرية البرج حيث يقيم اخواله

## حياة الاسرية
تزوج عمر باشا المحمد من أربعة نساء
الزوجة الأولى: مريم بنت حسين بك المحمد من برقايل انجب منها محمد بك العمر
الزوجة الثانية: حنيفة ابنة أحمد سلطان من طرابلس توفيت بحياته وانجب منها اسعد بك وزكية
الزوجة الثالثة: حليمة بنت شديد بك الأسعد حفيدة علي باشا الاسعد وهي من بزبينا لم ينجب منها اولاد
الزوجة الرابعة: ألوف بنت عبد القادر بك شديد رعد من الضنية لم ينجب منها اولاد
رزق عمر باشا المحمد بثلاثة أبناء ولدان وبنت، هم:
1. اسعد بن عمر باشا المحمد المولود في طرابلس عام 1880م (والدته حنيفة أحمد سلطان)، درس في مدرسة العشائر في إسطنبول تزوج من فاطمة بنت علي باشا المحمد وانجب منها عمر بك محمد بك اسعد بك ونظرا لعدم بلوغ الاولاد فتم وضع النائب محمد ابن عبود عبد الرزاق وصيا عليهم عقب وفاة اسعد بك المفاجئة عام 1934م بظروف غامضة في ساحل سوريا
2. زكية بنت عمر باشا المحمد المولودة في طرابلس عام 1882م (والدتها حنيفة أحمد سلطان)، تزوجت من محمود بك ابن علي باشا المحمد[12] ورزقت بعدد من الأبناء حسن بك عثمان بك محمد بك ناصر بك يمن يسر عزة، توفيت عام 1960م في طرابلس
3. محمد بن عمر باشا المحمد ويعرف أيضا باسم محمد بك العمر المولود في طرابلس عام 1902 م (والدته مريم بنت حسين بك المحمد)، ونظرا لتعلق عمر باشا بوالده محمد باشا المحمد فقد أطلق على ابنه اسم محمد تيمنا به، في طفولته ادخله والده لمدرسة مار يوسف - عينطورة والتي كانت تعتمد النظام الداخلي وتحت اشراف عثماني مباشر من جمال باشا[13] ، وعندما توفي والده عين محمود بك بن علي باشا وصيا عليه نظرا لعدم بلوغه، تزوج محمد بك من فاطمة بنت محمد بك الحسين وهي ابنة خالته، وانجب منها علي بك ويمن ونجوى، في عام 1952 م تعرض محمد بك العمر لمحاولة اغتيال بجوار منزله في برقايل بينما كان عائدا من عمله ليلا، ونجا منها باعجوبة بعد أن اصابت رصاصات الغدر حصانه (المعنقية) فقتلته، وسجلت القضية ضد مجهول، توفي محمد بك العمر عام 1962 م ودفن في قريته برقايل بجانب والدته السيدة مريم حسين بك

## نشر الثقافة الإسلامية

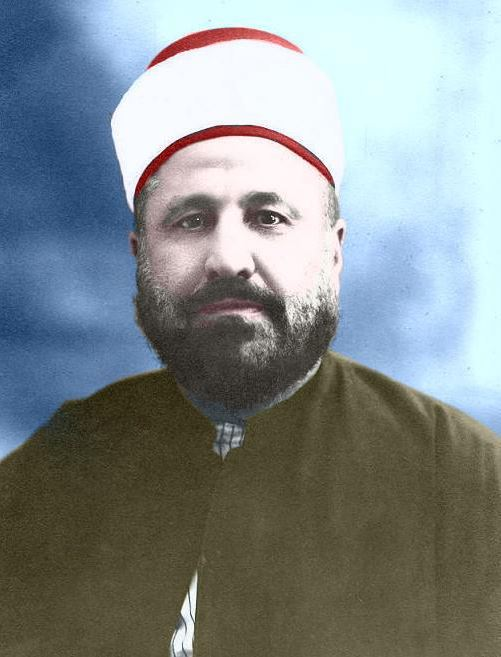
الشيخ محمد رشيد رضا

بعد عودة الشيخ والعالم الإسلامي الكبير محمد رشيد رضا من مصر إلى طرابلس الشام، اتصل مع عمر باشا ومفتي طرابلس الشام الشيخ رشيد كرامي عارضا عليهم تأليف جمعية خيرية إسلامية كالجمعية التي في مصر، وذكر لهم موضوعها وأعمالها ووجوه الحاجة إلى مثلها في طرابلس الشام، وأهمها إنشاء المدارس لتعليم أولاد الفقراء على نفقة الجمعية الخيرية، وأولاد الأغنياء بالأجرة، وفي ليلة الثلاثاء 16 شوال سنة 1326 للهجرة الشريفة  الموافق 11 تشرين الثاني 1908.اجتمع في دار عمر باشا في التل نحو من عشرين رجلاً، وهم من وجهاء لواء طرابلس لا المدينة نفسها فقط. فخطب فيهم الشيخ محمد رشيد بن علي رضا خطبة بين فيها فوائد الجمعيات وأنواعها وتأثيرها في ترقية البشر في العلوم والأعمال الدينية والدنيوية، وكون الخيرية منها من الضروريات التي لا يخلو منها بلد من البلاد المرتقية، ثم فتح باب الاكتتاب بالليرة العثمانية
- 100 مفتي اللواء رشيد أفندي كرامي[18]
- 100 عمر باشا المحمد من أعيان اللواء.[17]
- 030 عثمان باشا المحمد، ببنين عضو مجلس مجلس المبعوثان 1912م
- 020 علي باشا المحمد، شقيق عمر باشا
- 020 مصطفى أفندي عز الدين من كبار التجار.
- 010 عبد القادر باشا الملا رئيس شركة الترام والشوسي.
- 005 إبراهيم بك الأحمد من الأعيان.
- 005 أحمد أفندي سلطان وكيل الدعاوى (المحامي).
- 005 خير الدين بك عدره رئيس بلدية طرابلس الشام ونائب في البرلمان.[19]
- 005 عبد الحي أفندي الملك من الوجهاء.
- 005 عبد القادر أفندي القباني رئيس بلدية بيروت.[20]
- 005 عبد القادر أفندي الذوق من كبار التجار.
- 005 محمد فؤاد أفندي الذوق.
- 005 محمد سعيد بك (مميز قلم متكوبجي الولاية) الذي كان وكيل المتصرف يومئذ.
- 005 محمد كامل بك البحيري صاحب جريدة طرابلس.
- 003 عبد اللطيف أفندي الغلاييني وكيل الدعاوى.
- 003 محمود أفندي الحداد من التجار.
- 002 الشيخ إسماعيل أفندي الحافظ رئيس كتاب المحكمة الشرعية.
- 002 صبحي بك شريف.
- 001 عبد الرحمن أفندي أديب من التجار.
- 336 المجموع ثلاثمائة وست وثلاثون ليرة عثمانية كانت كفيلة بتاسيس الجمعية

## الرحلة الشامية
في سنة 1328 هـ/1910 م. قام الأمير محمد علي توفيق حفيد خديويمصر الكبير محمد علي باشا1769م - 1849 م برحلة إلى بلاد الشام، ومنها «لبنان» قبل أن ينشأ كيانُه على يد ممثل الاحتلال الفرنسي الجنرال غورو عام 1920 م. أي قبل عشر سنوات فقط.

وكان الأمير الحفيد متولعاً بالسفر والسياحة والرحلات، وهو درس منذ صغره في أوروبا، وساعده ذلك على التجوال في البلاد الأوروبية والاجتماع بملوكها وأمرائها وأعيانها ووُجهائها، بل زار كُلاً من بلاد اليابان والصين. وكان أثناء مطالعاته يقرأ عن بلاد الشام والعراق، وعن الخلافتين الإسلاميتين الأموية والعباسية والعاصمتين دمشق وبغداد، ويتوق إلى زيارتهما. وقد تحقّق له زيارة الأولى: دمشق، ولم تتحقق رغبته في زيارة بغداد، إذ كانت الرحلة إليها تستغرق أكثر من عشرة أيام على ظهور الخيل، حيث لا سكة حديد بين دمشق وبغداد في ذلك الوقت.
إنطلقت سفينته من ميناء بور سعيد يوم الجمعة21ربيع الأول1328 هـ. ووصل إلى ميناءبيروت صباح اليوم التالي، بمرافقة أحمد بك العريس،  ّوهو جد عبد الغني العريس رئيس بلدية بيروت السابق، وكان في مصر في ذلك الوقت.
وبعد أن أمضى عدة أيام في بيروت قام برحلته السياحية، فزار دمشق مجتازاً جبل لبنان والبقاع، ومن دمشق عاد إلى بعلبك، ومنها رحل إلى حمص، ثم حماة، وحلب، وعاد إلى حمص، وكان «أحمد بك العريس» مرافقاً له في كل رحلته.
كتب الأمير محمد علي باشا واصفاً استقبال عمر باشا: وعندما كنا والمسافة بيننا وبين طرابلس تقرب من نصف ساعة، وجدنا في استقبالنا جمهوراً عظيماً من فرسان ألعكاكرة، حيث كانوا ينتظروننا في تلك الجهة، وعلى مقدمتهم ذلك البطل الباسل سعادة عمر باشا العكاري، ممتطيا جواداً أزرق اللون محكم الخلقة’ فجاء إلى جانبنا وتبعه قومه، فالتقى الجمعان على هيئة جيشين يلتقيان في ساحة الوغى وميدان النزال.
ومنذ ذلك الحين، أخذ الاحتفال صورة جديدة ومظهراً رهيباً مهيباً
وكذلك كان سيرنا طول المسافة حتى وصلنا إلى بيت صاحب السعادة عمر باشا الذي كان قد سبقنا إليه ليستقبلنا عنده هو وشقيقه علي باشا المحمد وبقية أسرته الكريمة التي كانت كلها من ذوات الرتب السامية والألقاب العالية
وقد وجدنا عند مدخل البيت من حفاوتهم وترحيبهم ما انطق ألسنتنا بالثناء الجميل على أفاد هذه الأسرة الفخمة من رأسها إلى ذنبها
كتب الأمير واصفا البيت الذي استقبله به عمر باشا أما البيت فكان من أبدع البيوتات (البيوت) منظرا وجملها موقعاً وأحسنها ترتيباً ونظاماً، وقد زاده بهاءً وحسناً ما كان عليه من الزخرف (الزخرفة) والزينة“ وهو قائم في ناحية من المباني عن وسط ميدان واسع، يرى من ورائه هيكل البلد في أحد قسميه قائماً على تل مرتفع، وإنه ما كان تمر لحظة وتأتي بعدها لحظة أخرى حتى كنا نحس من أنفسنا بفرح مزبد وسرور جديد وارتياح ونشاط سبب هذا ما كنا نشاهده آناً بعد آن من حسن وفادة القوم وإخلاصهم الذي كان يتجلى مثل فلق الصبح في أقوالهم وأفعالهم
نعم إني لا أزال أذكر معروف هؤلاء الأفاضل، زعماء ألعكاكرة وسادة قضائهم، فأشكرهم عليه دائماً أبداً

## وفاته
توفي عمر باشا المحمد في بيروت يوم 27 جمادى الأولى 1329 للهجرة الموافق 15 يناير1911 م وتم نقله إلى طرابلس، ومن هناك تم تنظيم جنازة ضخمة له شارك فيها أبنائه وشقيقه علي باشا المحمد وممثلوا السلطنة العثمانية وحشد كبير من أبناء مدينة طرابلس وعكار، ودفن في المقبرة القهواتية المخصصة للعائلة في باب الرمل وهي إحدى احياء مدينة طرابلس القديمة المحاذية لمدرسة دار التربية والتعليم الاسلامية، كان والده محمد باشا المحمد قد اشتراها في القرن التاسع عشر الميلادي خصيصا لاقامة مقبرة
كتب على قبره:

## اللغط حول الوفاة وتاريخها
في عام 1915 زار رفيق التميمي ومحمد بهجت بلاد الشام ، وتم تكليفهم من قبل السلطنة العثمانية بوضع دراسة عن احوال واوضاع بلاد الشام، وكان نصيب طرابلس وافرا من هذه الرحلة، لقد وصف الباحثين ساحة التل في مدينة طرابلس، كما اتيا على ذكر مبنى البريد والتلغراف الملاصق لقصر عمر باشا المحمد مع العلم أن أرض البريد والتغراف كانت تتبع لحديقة القصر، فهل يعقل ان يقوم عمر باشا المشهور بثرائه ببيع حديقة قصره من اجل اقامة مبنى بريد فيه العديد من الموظفين إضافة لمحلات ودكاكين تجارية؟، خاصة ان زوجات عمر باشا الثلاث يعيشون داخل القصر، الشيء الاكيد ان عمر باشا كان على قيد الحياة حتى عام 1910م، وهذا ثابت وموثق بكتاب الرحلة الشامية التي كتبها الأمير محمد علي توفيق عندما حل ضيفا على عمر باشا في قصره بالتل، الأمر الآخر والملفت انه لا يوجد أي مصدر تاريخي يتحدث عن عمر باشا من عام 1911م حتى 1923م، وخاصة خلال فترة الانتداب الفرنسي، هل كان عمر باشا إلى جانب الفرنسيين ام كان مناوئ لهم، ان عدم وجود المصادر التي تتحدث عنه دليل على أن الرجل كان متوفيا منذ العام 1911م

## منشية بلدية طرابلس
كثيرة هي الاقاويل التي تتحدث عن ملكية عمر باشا المحمد لحديقة الماشية وانه وهبها للبلدية بشرط عدم البناء عليها، وهناك مقولة أخرى شائعة من ان قيصر نوفل هو الذي تبرع بتقديم قطعة الأرض للبلدية بوصية اشترط فيها عدم تغيير وجهة استعمالها.. والوصية غير موجودة في محفوظات البلدية ولا يوجد من يؤكدها، الشيء الاكيد ان عمر باشا كان يمتلك نصف حديقة الماشية والأراضي المحيطة بقصره، ولكن وفاته المبكرة عام 1911م ادت إلى تسريب العقارات والاملاك العائدة له بطريقة أو بأخرى من خلف ظهر الورثة، يقول طلال منجد الباحث في تاريخ طرابلس ان الذي وجده في ارشيف البلدية هو سند طابو بملكية خزينة الجمهورية اللبنانية لمساحة أرض البلدية لعام 1928م استناداً وعطفاً على «الإرادة السنية المبلغة بأمر نظارة المالية العثمانية رقم 349 المؤرخ عام 1328 هـ أي 1910م ويعين سند الطابو حدود الأرض «بقبلة طريق الأسكلة، شرقاً الطريق الموصل إلى باب التبانة وتمامه القرة قول المعروف بالقشلة العسكرية ومدرسة ملك الحكومة وأرض راعي الجاج شمالاً بيوت أسعد بك بن عمر باشا ومحمد أفندي البابا وتمامه مبدأ طريق عزمي بك الموصل إلى المحطة ثم بيوت ورثة طاهر أفندي عدرة ومحمود أفندي الحداد وورثة محمد كامل الزيني وقسم القشلة العسكرية والمدرسة الثانوية ملك الحكومة وغرباً دار وجنينة قيصر بك نوفل». وهناك قرار قضائي عقاري يمنع إقامة أية إنشاءات في الحديقة، وهذا يعني ان الاطراف المالكة لارض الماشية قد باعت نصيبها من أرض الماشية منذ عام 1924م وهو تاريخ اقرار التوسعة لحديقة البلدية، أي بعد وفاة عمر باشا المحمد بثلاثة عشر عاما

## أبرز زعمائهم في الحقبة العثمانية
- عثمان باشا شديد: والي طرابلس التي امتد حكمه من جونيه جنوباً إلى اللاذقية شمالاً. حاز رتبة الوزارة والباشوية وإمارة جردة الحج الشريف وعرف باسم أمير الأمراء.
- علي باشا الاسعد: ميرميران ولاية طرابلس (1824م _ 1826م)
- محمد بك ابراهيم: اعدم في طرابلس ببركة الملاحة عام 1832م
- محمد باشا المحمد: قائم مقام عكار حاز على رتبة ميرميران
- عمر باشا المحمد: عضو مجلس إدارة متصرفية طرابلس الشام حاز على رتبة مير امراء
- علي باشا المحمد: ضو مجلس إدارة متصرفية طرابلس الشام حاز على رتبة مير امراء
- عثمان باشا المحمد: عضو مجلس المبعوثان 1912م قاوم الاحتلال الفرنسي
- محمد بك العثمان: زعيم الجومة في عكار قاوم الاحتلال الفرنسي فصدر عليه حكم بالاعدام

| سبقه محمد باشا المحمد | زعامة عكار وال المرعبي 7 يونيو 1900 / 15 يناير 1911 | تبعه علي باشا المحمد |

## شجرة العائلة
{{{حنيفة عمر الذوق}}}{{{محمد بك ابراهيم}}}

{{{فاطمة عثمان بك الاسعد}}}{{{محمد باشا المحمد}}}

{{{علي باشا المحمد}}}{{{عمر باشا المحمد}}}{{{عبد الرزاق بك المحمد}}}{{{خديجة محمد باشا}}}{{{حنيفة محمد باشا}}}

{{{محمود بك العلي}}}{{{عبد الكريم العلي}}}{{{حالد بك العلي}}}{{{اسعد بك العمر}}}{{{محمد بك العمر}}}{{{عبود بك عبد الرزاق}}}